# マンゴープリン

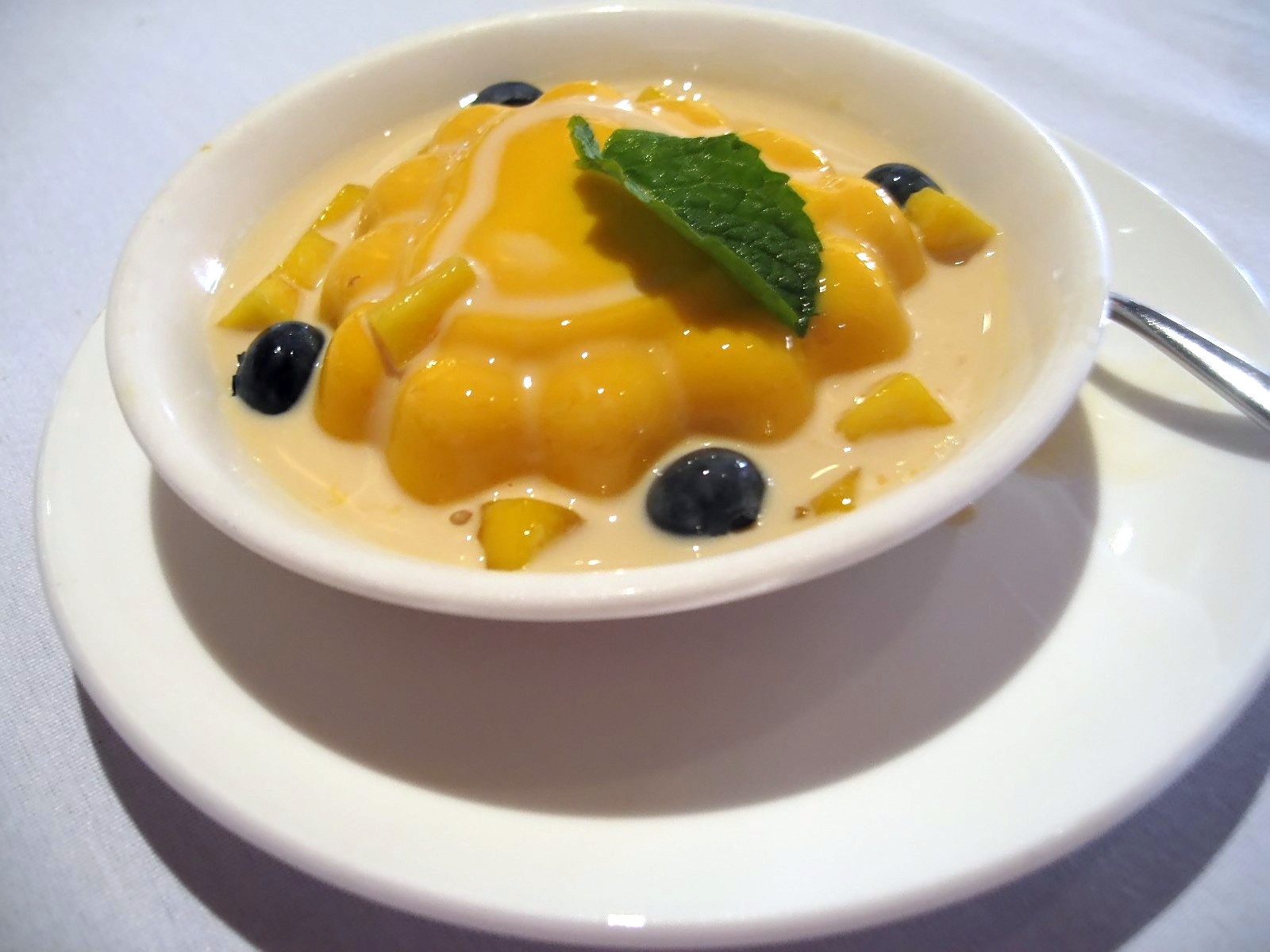
マンゴープリン

マンゴープリン（英語: Mango pudding、中国語: 芒果布丁、広東語: 芒果布甸・香芒布甸）は、香港発祥の中華風の洋生菓子。マンゴーの完熟した果肉を潰し、生クリーム・ゼラチン・砂糖などと混ぜて、冷やし固めたゼリーのこと。

## 概要
プリンという名が付いているが、本来のプリンのような蒸す工程がなく、また現在は鶏卵も使用しない例が多く、ゼラチンで固めるレシピが一般的であるため、実際は乳製品の風味を加えた不透明なフルーツゼリーの一種である。
1980年代までに香港のレストランでデザートとして供され、台湾・マレーシア・日本では中華風のスイーツとして広まったが、中国大陸では洋菓子の一種とみられる。香港ではフィリピンのペリカンマンゴーが使用していたが、今は全種類のマンゴーが流通している。当初の1980年代は4月から9月ごろまでの「季節商品」であったが、現在は食品工業の発達によって大量生産することに成功した。新鮮な果肉のみを用いる店舗は多くないが、冷凍果肉やピューレーで通年作られている店もある。

## 歴史
最初に作られた時期や場所は考証が必要であるが、1980年代にはすでに香港に存在している。この頃、香港でフィリピンマンゴーの流通が広がったことが背景にある。
1980年代後半から、アニメ雑誌『ファンロード』が読者を集めて行った香港ツアーでは、参加者が食べたマンゴープリンがおいしかった旨の感想が同誌で紹介された。1987年にこれらのツアーの内容をまとめて出版された『ファンロード特別編集93　香港・台湾ゲゲボ・ガイド』にも、魚の形のマンゴープリンの写真に「夏場は小さい店でも食べられる」との説明があり、季節商品であったことが知れる。
出版数の多いガイドブックとしては、1989年に飛山百合子がまとめた『地球の歩き方　旅のグルメ「香港」』が紹介している。
1990年代になると、香港でも出す店が増え、各種ガイドブックや雑誌も取り上げるようになると、香港のマンゴープリンは果肉たっぷりで美味であるとして日本からの観光客の注目を集めた。1997年の中国への返還を前に出版ブームとなった香港紹介本にもマンゴープリンのこうした紹介がある。この頃から日本でも独自に「マンゴープリン」と称するものが製造販売されるようになったが、香港の物とは全く異なる、風味の薄いものであった。
2005年、日本で生果としてのマンゴーの人気が高まり、再び多くの食品メーカーから、マンゴープリンを含むマンゴー入りの製品が各種発売されるようになった。また、香港の甘味処である「糖朝」が日本各地に店舗を持ち、本場レシピのマンゴープリンを展開し、ホテルや洋菓子店でも消費者の求める本物指向に応える商品が増えてきた。現在では、日本でもある程度のコストを払えば、香港に近い味のマンゴープリンを食べられるようになっている。

## 各地のマンゴープリン

### 香港

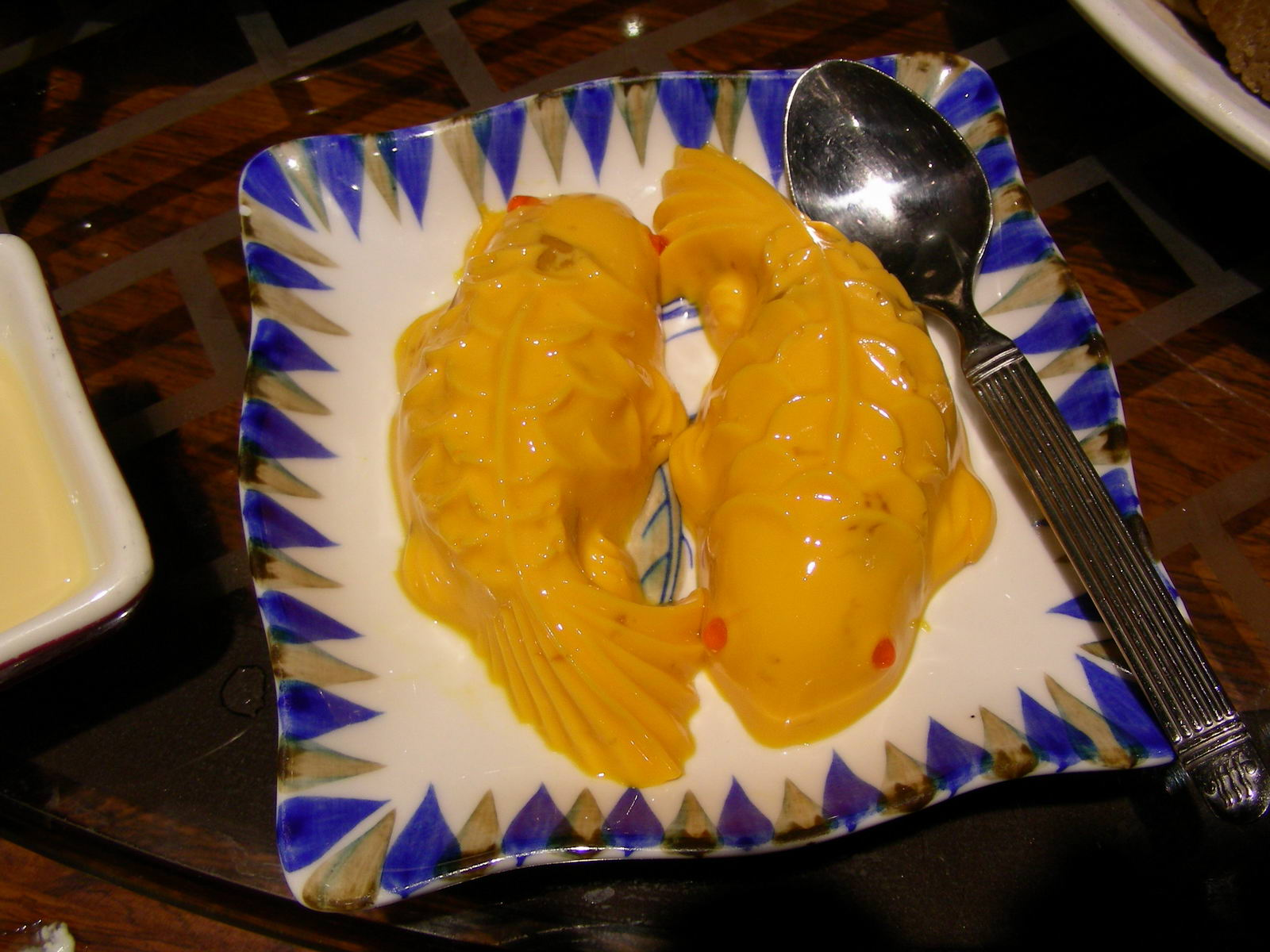
魚の形（香港）

現在の香港では、各中華料理店や洋食レストランが店内で製造し、デザートとして客に供している。果肉をある程度残して、混ぜ込む事が多い。1990年代までは卵黄を加えるレシピも広く採用されていたが、現在は卵黄を入れないものがほとんどである。
菊の花の様なデザインで、上にハートの模様が入った金型を使って作る店が多いが、他にもマンゴーの果実の形をした金型や、魚の形をした金型を使う店もある。宴会料理では大きなボールで作った物を客が取り分けるスタイルもある。
レストランでは無糖練乳（エバミルク）をかけたり、ホイップクリームを添える場合が多いが、場合によってさらにマンゴーの果肉か缶詰のサクランボかペパーミントの葉をアクセントとして添える程度の総じてシンプルなものである。一方、デザートを主力に営業している店では、マンゴーやメロンその他のフルーツの果肉、アイスクリーム、シャーベット、燕の巣、ナタ・デ・ココなどと盛り合わせたり、スムージーと合わせたりして、豪華なものを出す例が多い。

### 日本

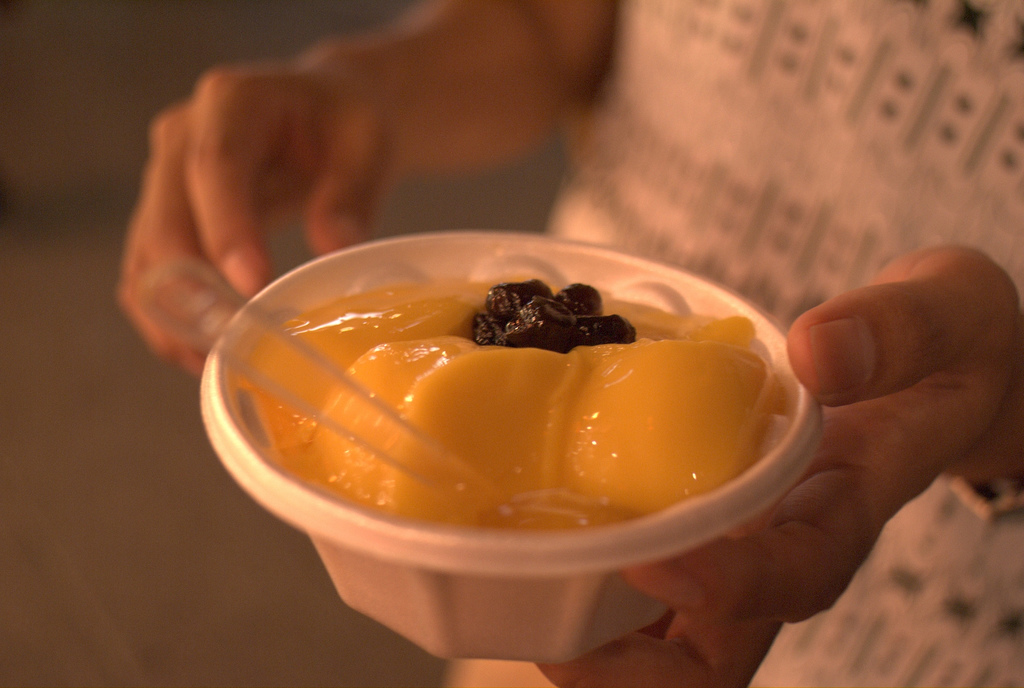
神戸南京町

日本で販売されるものの多くは、プラスチック容器に充てんされた工場生産のものである。使用材料も、生のマンゴー果肉ではなくマンゴーピューレーまたはマンゴー果汁であり、ゼラチンではなく増粘多糖類であり、生クリームではなく脱脂粉乳や植物油を使用している事が多い。場合によっては、マンゴーの代わりに色が似ている黄桃を刻んで入れている場合さえある。そのため、風味の面でも栄養価の面でもいわゆる本場のものとは差異がある。
高級店や香港資本の店などでは、香港と同じ作り方で供される。また洋菓子店などでの販売もある。カスタード・プディングの容器と似たカップに入れて販売される事が多い。

### 台湾
台湾においてもマンゴープリンは作られているが、多くは日本の工場生産品の例と同じように、プラスチック容器に充てんされた、マンゴー果汁、カラギーナンなどの増粘多糖類、脱脂粉乳などで作ったものである。台湾はアーウィン種などのマンゴーの産地であり、レストランでもマンゴープリンを提供する例もあるが、むしろマンゴーかき氷やマンゴー牛乳のほうが人気がある。

## バリエーション
- 焼きマンゴープリン（広東語: 焗芒果布甸）：オーブンに入れて表面に焦げ目をつけたもの。
- フルーツマンゴープリン、マンゴープリンアラモード（広東語: 什果芒果布甸）：フルーツやアイスクリームなどと盛り合わせたもの。